# María del Pilar Bardem Muñoz
María del Pilar Bardem Muñoz (castellà: Pilar Bardem)  (Sevilla, 14 de març de 1939 - Madrid, 17 de juliol de 2021) va ser una actriu espanyola. Era membre d'una família d'artistes; germana de Juan Antonio Bardem i mare de Carlos, Mónica i de l'oscaritzat Javier Bardem. Va ser també presidenta d'AISGE.

## Biografia
Va néixer el 14 de març de 1939 a Sevilla, membre d'una llarga i il·lustre saga d'artistes d'origen jueu per totes dues branques: filla de Rafael Bardem i Matilde Muñoz Sampedro, germana de Juan Antonio Bardem Muñoz (pare de Miguel Bardem Aguado), neboda de les actrius Mercedes i Guadalupe Muñoz Sampedro i cosina de les actrius Carmen Lozano Muñoz (filla de Mercedes) i Lucía Soto Muñoz, Luchy Soto (filla de Guadalupe), i de Conchita Bardem (per part del seu pare Rafael).
En 1961 va contreure matrimoni amb José Carlos Encinas Doussinague, pare dels seus quatre fills, un d'ells mort poc després de néixer. José Carlos era un home conflictiu que va dificultar el seu divorci, quan ella li va demanar, i que fins i tot va arribar a disparar-li. Va morir en 1995, i Bardem va tenir altres parelles, particularment Agustín González. Fumadora compulsiva, va superar amb èxit un càncer i es va involucrar activament en el moviment sindical de la professió, aconseguint per exemple que les dues actuacions diàries, habituals fins llavors, es reduïssin a una sola.

### Anys 1960 i 1970
Pilar Bardem irromp al cinema de ben jove, a mitjan dècada de 1960. Entre els seus treballs d'aquesta època es conten papers en pel·lícules com El mundo sigue, de Fernando Fernán Gómez (1965), Buenos días, condesita, de Luis César Amadori (1967), La novicia rebelde, de Luis Lucia (1971) i Las Ibéricas F.C., de Pedro Masó (1971).
En els anys 1970, continua participant en moltes pel·lícules de tall comercial de la Transició Espanyola, com Las colocadas (1972), de Pedro Masó, La duda, de Rafael Gil (1972), Yo soy Fulana de Tal, de Pedro Lazaga (1975), però també intervé en produccions més excèntriques, com La venganza de la momia i Los ojos azules de la muñeca rota, ambdues de Carlos Aured (1973), i dues adaptacions d'obres literàries clàssiques: La Regenta, de Gonzalo Suárez (1974), adaptació de la novel·la de Leopoldo Alas «Clarín», y El libro del buen amor, de Tomás Aznar i Julián Marcos (1975), basada en l'obra homònima de l'Arxiprest d'Hita.
Bona prova de la intensa activitat de Bardem al cinema de l'època són altres pel·lícules com La joven casada, de Mario Camus (1975), Carne apaleada, de Javier Aguirre (1978), Soldados, d'Alfonso Ungría (1978), Cinco tenedores, de Fernando Fernán Gómez (1979) i El día del presidente, de Belluno (1979).
A televisió, participa a la sèrie Cuentos y leyendas i en muntatges dramàtics emesos a l'espai Estudio 1.

### Anys 1980 i 1990
En la dècada de 1980, Bardem treballa en produccions televisives com Los gozos y las sombras (1982), Tristeza de amor (1986), Lorca, muerte de un poeta (1987) i Cómicos (1987). Participa també a la sèrie La huella del crimen, al capítol «El crimen de la calle Fuencarral» (1984).
Al cinema participa en tres pel·lícules dirigides per Mariano Ozores a mitjans dècada de la dècada dels 80.
En la dècada de 1990, després d'encarnar a una prostituta a Las edades de Lulú, de Bigas Luna (1990), participa com a secundària a Todo por la pasta, d'Enrique Urbizu (1991), Vacas, de Julio Médem (1992), Siete mil días juntos, de Fernando Fernán Gómez (1994), Cachito, d'Enrique Urbizu (1995), i també Boca a boca, de Manuel Gómez Pereira (1995).
Aquest mateix any Agustín Díaz Yanes li va oferir un paper en la pel·lícula Nadie hablará de nosotras cuando hayamos muerto, al costat de Victoria Abril i Federico Luppi. A l'any següent s'alçava amb el títol de Millor actriu de repartiment de l'any en els Premis Goya. En aquesta mateixa nit el seu nebot, Miguel Bardem, recollia el premi al Millor curtmetratge de ficció. La cerimònia finalitzava amb la proclamació de Javier Bardem com Millor actor protagonista.
Arran d'això se li acumularien papers: Airbag, de Juanma Bajo Ulloa (1996), Carne trémula, de Pedro Almodóvar (1997) y Pantaleón y las visitadoras, de Francisco Lombardi (1999). Aquests treballs els va compaginar amb la seva intervenció en sèries com Hermanas, Ketty no para, El Inquilino, o Abierto 24 horas, al costat de Pedro Reyes, Beatriz Rico i Luis Merlo. En 1998 va doblar Fernanda Montenegro en el paper de Dora a la pel·lícula Central do Brasil.

### Dècada de 2000
Bardem inicia la dècada amb pel·lícules com Sin noticias de Dios, d'Agustín Díaz Yanes i Cosa de brujas, de José Miguel Juárez (2003).
Al teatre participà a 5 mujeres.com, on recitava monòlegs sobre la condició de la dona en una societat masclista. Bardem protagonitza l'obra al costat de Llum Barrera, Beatriz Carvajal i Toni Acosta. Les quatre obtindrien una candidatura conjunta als Fotogramas de Plata.
El president de govern José María Aznar va donar suport a la Guerra de l'Iraq i el conjunt d'intèrprets espanyols es va mostrar contrari a tal intervenció bèl·lica en la gala dels Goya 2003. A les poques setmanes, María Barranco, Amparo Larrañaga, Ana Belén, Juan Echanove, Jordi Dauder, Juan Luis Galiardo i la mateixa Pilar Bardem eren convidats a una sessió al Congrés dels diputats. Aquests intèrprets lluïen samarretes en les quals es llegia clarament un eslògan: «No a la guerra». Després de l'incident van ser expulsats de l'hemicicle. Vint-i-quatre hores més tard, Pilar Bardem passava a presidir l'associació de Cultura contra la guerra. Des de llavors, ha participat en nombrosos actes i manifestacions al costat d'altres artistes, com la lluita contra la violència de gènere i ha defensat els seus principis i conviccions polítiques.
En aquest mateix any (2004), Bardem protagonitzava María querida, de José Luis García Sánchez, biografía de María Zambrano qbiografia de María Zambrano que li reporta l'Espiga de Plata de la SEMINCI de Valladolid, així com una nova candidatura als Premis Goya.
A l'any següent protagonitza la sèrie Amar en tiempos revueltos, ambientada en la Guerra Civil Espanyola i als anys de la dictadura franquista. Roman durant la primera i meitat de la segona temporada (2005-2007), i durant l'enregistrament de la sèrie va participar en Alatriste, d'Agustín Díaz Yanes (2006).

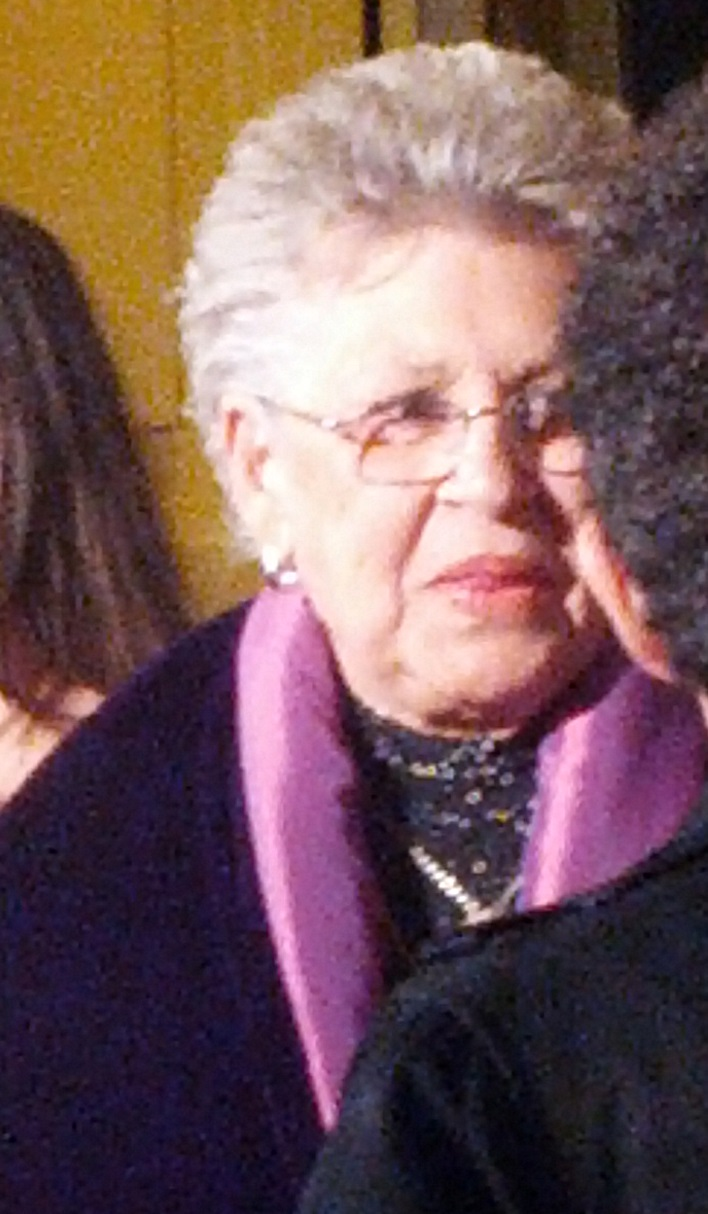
Bardem el 2012

### Últims treballs
En els anys següents intervé en pel·lícules com La bicicleta, de Sigfrid Monleón (2006), La vida en rojo, de Andrés Linares (2008), La vida empieza hoy, de Laura Mañá (2010), o l'adaptació dels contes de Tina Superbruixa, de Ludger Jochmann: Kika Superbruja y el libro de los hechizos, de Stefan Ruzowitzky (2009), i la seqüela Kika Superbruja: El viaje a Mandolán, de Harald Sicheritz (2011). També fa petites col·laboracions en sèries de televisió: Martes de Carnaval, basada en l'obra homònima de Ramón María del Valle-Inclán, Hay alguien ahí, Doctor Mateo, Hospital Central o Cuéntame cómo pasó.
En homenatge a la seva trajectòria artística, el Ajuntament de Sevilla - la seva ciutat natal - li va dedicar, a l'abril de 2009, un carrer, substituint la del General Merry, en aplicació de la «Llei de Memòria Històrica». En 2011 l'Ajuntament, governat pel popular Juan Ignacio Zoido, va iniciar els tràmits per a la modificació del carrer Pilar Bardem per a ser retolada com a avinguda Nuestra Señora de las Mercedes. L'actriu, davant aquesta situació, declaro: "Si l'alcalde i els sevillans així ho volen, que la llevin".
És una reconeguda aficionada del Futbol Club Barcelona.
El dissabte 17 de juliol de 2021 moriria als 82 anys a la clínica Ruber de Madrid per una malaltia pulmonar, però es descartà que fos per coronavirus. L'endemà diumenge seria incinerada a la localitat madrilenya de San Lorenzo d'El Escorial.

## Filmografia
- El mundo sigue, de Fernando Fernán Gómez (1963)
- Buenos días, condesita, de Luis César Amadori (1967)
- Las melancólicas, de Rafael Moreno Alba (1971)
- Varietés, de Juan Antonio Bardem (1971)
- La novicia rebelde, de Luis Lucia (1971)
- Las Ibéricas F.C., de Pedro Masó (1971)
- La primera entrega, d'Angelino Fons (1971)
- Las colocadas, de Pedro Masó (1972)
- La duda, de Rafael Gil (1972)
- La venganza de la momia, de Carlos Aured (1973)
- Los ojos azules de la muñeca rota, de Carlos Aured (1973)
- La descarriada, de Mariano Ozores (1973)
- Celos, amor y Mercado Común, d'Alfonso Paso (1973)
- La Regenta, de Gonzalo Suárez (1974)
- El Chulo, de Pedro Lazaga (1974)
- El reprimido, de Mariano Ozores (1974)
- El poder del deseo, de Juan Antonio Bardem (1975)
- El libro del buen amor, de Tomás Aznar i Julián Marcos (1975)
- Yo soy Fulana de Tal, de Pedro Lazaga (1975)
- La joven casada, de Mario Camus (1975)
- Volvoreta, de José Antonio Nieves Conde (1976)
- Ellas los prefieren... locas, de Mariano Ozores (1977)
- Los claros motivos del deseo, de Miguel Picazo (1977)
- Caperucita y Roja, de Aitor Goirocelaya i Luis Revenga (1977)
- El puente, de Juan Antonio Bardem (1977)
- Carne apaleada, de Javier Aguirre (1978)
- El hombre que supo amar, de Miguel Picazo (1978)
- Soldados, de Alfonso Ungría (1978)
- Cinco tenedores, de Fernando Fernán Gómez (1979)
- El día del presidente, de Belluno (1979)
- Mi adúltero esposo ('In Situ'), de Joaquín Coll Espona (1979)
- El poderoso influjo de la luna, de Antonio del Real (1980)
- Vivir mañana, de Nino Quevedo (1983)
- Al este del oeste, de Mariano Ozores (1984)
- La Lola nos lleva al huerto, de Mariano Ozores (1984)
- Cuatro mujeres y un lío, de Mariano Ozores (1985)
- Oficio de muchachos, de Carlos Romero Marchent (1986)
- El orden cómico, de Álvaro Forqué (1986)
- Bueno y tierno como un ángel, de José María Blanco (1989)
- Contra el viento, de Francisco Periñán (1990)
- Las edades de Lulú, de Bigas Luna (1990)
- Pepo, el del olvido, de Daniel Múgica (1991)
- Todo por la pasta,de Enrique Urbizu (1991)
- El beso del sueño, de Rafael Moreno Alba (1992)
- Vacas, de Julio Médem (1992)
- Amor e Dedinhos de Pé, de Luís Filipe Rocha (1993)
- Cómo ser infeliz y disfrutarlo, de Enrique Urbizu (1994)
- Siete mil días juntos, de Fernando Fernán Gómez (1994)
- La madre, de Miguel Bardem (1995)
- Hermana, pero ¿qué has hecho?, de Pedro Masó (1995)
- Cachito, de Enrique Urbizu (1995)
- Sálvate si puedes, de Joaquín Trincado (1995)
- Cuernos de mujer, de Enrique Urbizu (1995)
- Entre rojas, de Azucena Rodríguez (1995)
- Boca a boca, de Manuel Gómez Pereira (1995)
- Nadie hablará de nosotras cuando hayamos muerto, de Agustín Díaz Yanes (1995)
- Gran Slalom, de Jaime Chávarri (1996)
- Mirada líquida, de Rafael Moleón (1996)
- Planeta extraño, de Pedro Pérez Jiménez (1997)
- A mi moda, de Nacho Pérez de la Paz (1997)
- Airbag, de Juanma Bajo Ulloa (1997)
- Carne trémula, de Pedro Almodóvar (1997)
- Un día bajo el sol, de Bent Hamer (1998)
- ¡Mamá, preséntame a papá!, de Charlotte de Turckheim (1999)
- Lo básico, de José García Hernández (2000)
- Sexo por compasión, de Laura Mañá (2000)
- Pantaleón y las visitadoras, de Francisco Lombardi (2000)
- Gitano, de Manuel Palacios (2000)
- Sin noticias de Dios, de Agustín Díaz Yanes (2001)
- Cosa de brujas, de José Miguel Juárez (2003)
- ¡Hay motivo! (Catequesis), de Vicente Aranda i Álvaro del Amo (2004)
- María querida, de José Luis García Sánchez (2004)
- 20 centímetros, de Ramón Salazar (2005)
- La bicicleta, de Sigfrid Monleón (2006)
- Nana mía, de Verónica Cerdán Molia (2006)
- Alatriste, de Agustín Díaz Yanes (2006)
- La vida en rojo, de Andrés Linares (2008)
- Hexe Lilli, der Drache und das magische Buch, de Stefan Ruzowitzky (2009)
- La vida empieza hoy, de Laura Mañá (2010)
- Hexe Lilli – Die Reise nach Mandolan, de Harald Sicheritz (2011)
- Rey gitano, de Juanma Bajo Ulloa (2015)

## Televisió
- Cuentopos (1974)
- Silencio, estrenamos (1974)
- El pícaro (1974)
  - Capítol 4: «En el que se relata la llegada de los dos pícaros al patio de Monipodio y la acogida que tuvieron»
  - Capítol 5: «De cómo Lucas Trapaza conoció a Isabel la Toledana y a su amiga Manuela»
- Cuentos y leyendas (1976)
- Los libros (1976)
- Novela (1976)
- La señora García se confiesa (1976)
- Estudio 1 (1973-1979)
- Los gozos y las sombras (1982)
- La huella del crimen: El crimen de la calle Fuencarral, de Angelino Fons (1984)
- La comedia musical española (1985)
  - Ana María
  -  Róbame esta noche
- Segunda enseñanza (1987)
- Tristeza de amor (1986)
- Lorca, muerte de un poeta (1987)
- Cómicos (1987)
- La forja de un rebelde (1990)
- Las chicas de hoy en día (1990)
- A su servicio (1993)
- Compuesta y sin novio (1994)
- Villarriba y Villabajo (1994)
- Pepa y Pepe (1995)
- Ketty no para (1997)
- Hermanas (1998)
- Abierto 24 horas (2000)
- El inquilino (2004)
- Amar en tiempos revueltos (2005-2007)
- Martes de Carnaval (2008)
  - Capítol 1: «La hija del capitán»
  - Capítol 2: «Las galas del difunto»
  - Capítol 3: «Los cuernos de Don Friolera»

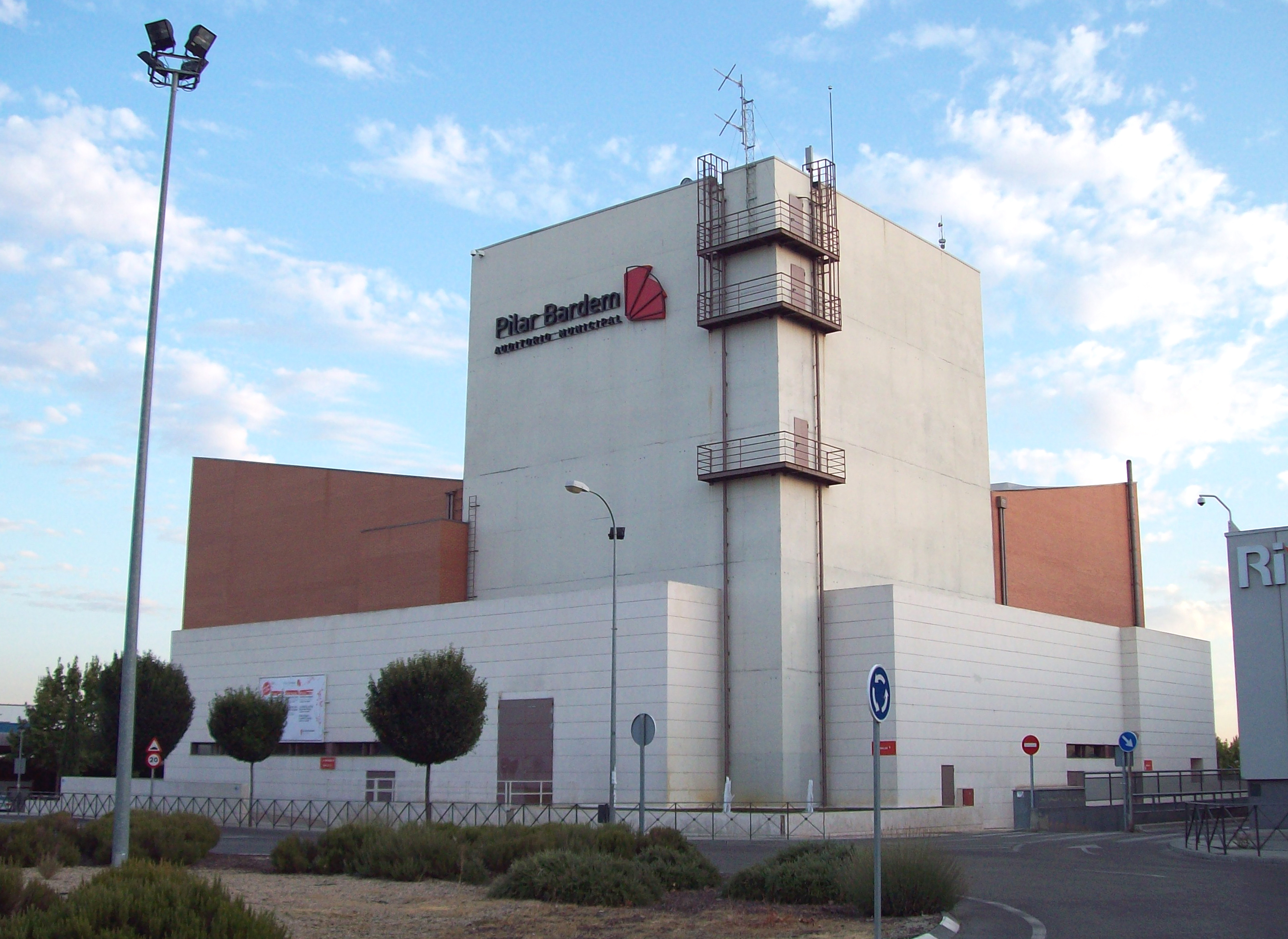
Façana de l'Auditori Pilar Bardem de Rivas-Vaciamadrid (Comunitat de Madrid).

- Hay alguien ahí (2010)
- Doctor Mateo (2011)
- Hospital Central (2012)
- Cuéntame cómo pasó (2013)

## Teatre
- El paraíso de los imprudentes (1958)
- Las mujeres y yo (1960)
- ¡Béseme usted! (1960)
- Todo en el jardín (1970)
- ¡Flash!... ¡Flash! (1971)
- ¿Quién teme al lobo feroz? (1972)
- Juegos de medianoche (1972)
- El cargo (1973)
- La Mirandolina (1973)
- Vodevil (1973)
- El visón volador (1974)
- Tal como son (1974)
- La Celestona (1974)
- Harold y Maud (1975)
- Sónica, la cortesana (1975)
- Platero y yo (1975)
- La carroza de plomo candente (1976)
- La piel del limón (1976)[8]
- Las arrecogías del beaterio de Santa María Egipciaca (1977)[9]
- Violines y trompetas (1977)
- Lo mío es de nacimiento (1978)
- Ordeño y mando (1979)
- María la Mosca (1979-1980)
- A la vejez... viruelas (1981)
- Nunca es tarde si la dicha es buena (1982)
- Juana del amor hermoso (1983)
- Punto y coma (1984)
- ¡Sublime decisión! (1984)
- El hotelito (1985-1986)
- De Madrid al cielo (1988)
- Usted tiene ojos de mujer fatal (1989)
- Maribel y la extraña familia (1989-1990)
- Eloísa está debajo de un almendro (1991)[10]
- Feliz aniversario (1991)
- La noche del sábado (1991)
- Comisaría especial para mujeres (1992)
- La viuda es sueño (1992)
- Las cenizas de un muerto de Vietnam (1992)
- El cianuro... ¿solo o con leche? (1993)
- Martes de Carnaval (1995)
- Pelo de tormenta (1996)
- 5 mujeres.com (2003-2004)
- La sospecha (2007-2008)

## Premis i candidatures
Premis Goya
| Any  | Categoria                | Pel·lícula                                      | Resultat   |
| ---- | ------------------------ | ----------------------------------------------- | ---------- |
| 1995 | Millor actriu            | Nadie hablará de nosotras cuando hayamos muerto | Guanyadora |
| 2004 | Millor actriu secundària | María querida                                   | Nominada   |

Premis de la Unión de Actores
| Any  | Categoria                                     | Pel·lícula                                      | Resultat   |
| ---- | --------------------------------------------- | ----------------------------------------------- | ---------- |
| 1995 | Millor interpretació secundària de cinema     | Nadie hablará de nosotras cuando hayamos muerto | Guanyadora |
| 1997 | Millor interpretació de repartiment de cinema | Carne trémula                                   | Guanyadora |
| 2004 | Millor actriu protagonista de cinema          | María querida                                   | Nominada   |

Premis ACE (Nueva York)
| Any  | Categoria                    | Pel·lícula                                      | Resultat   |
| ---- | ---------------------------- | ----------------------------------------------- | ---------- |
| 1995 | Millor actriu de repartiment | Nadie hablará de nosotras cuando hayamos muerto | Guanyadora |

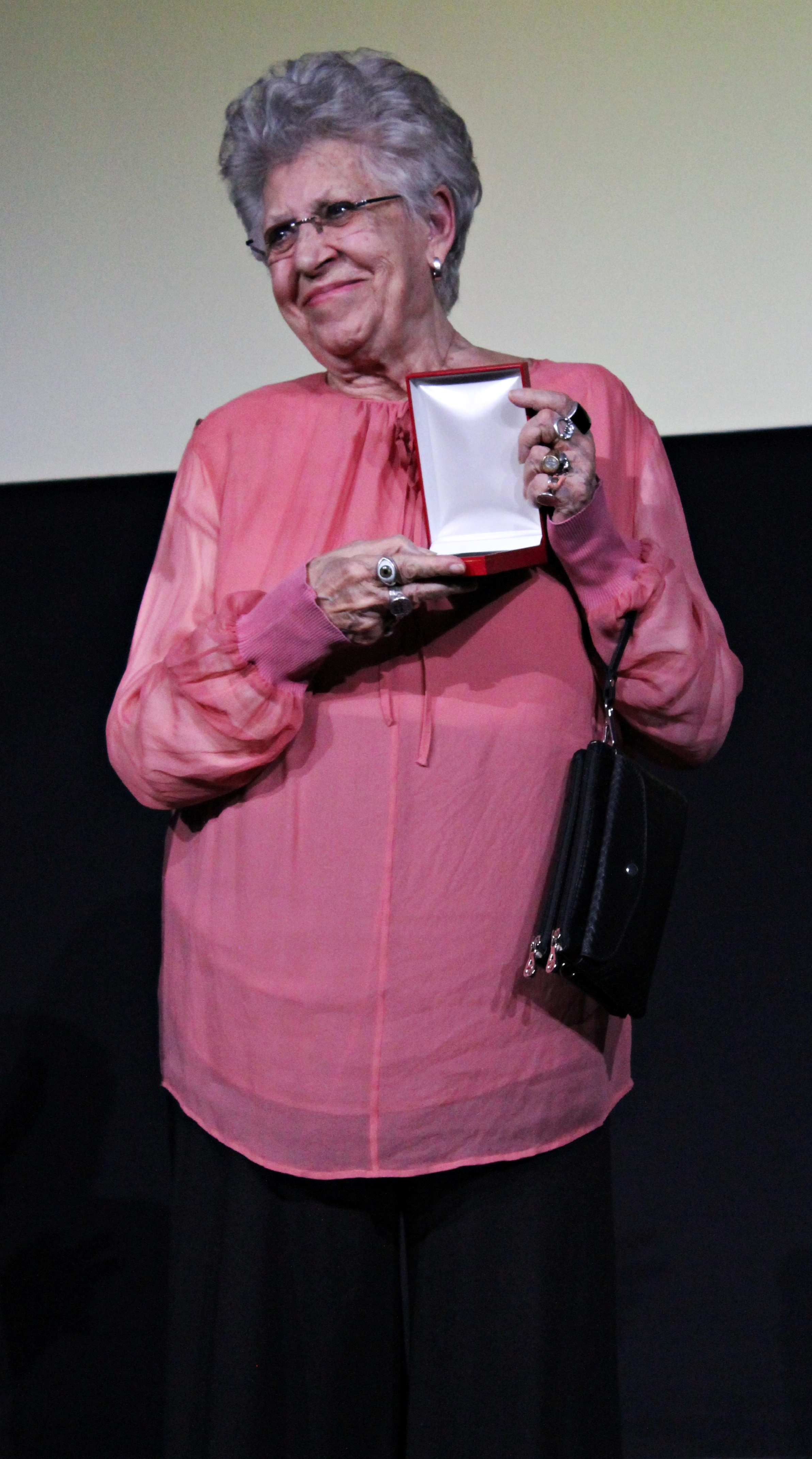
Bardem va guanyar la Medalla d'honor del Cercle d'Escriptors Cinematogràfics.

Medalles del Cercle d'Escriptors Cinematogràfics
| Any  | Categoria       | Pel·lícula    | Resultat   |
| ---- | --------------- | ------------- | ---------- |
| 2004 | Millor actriu   | María querida | Nominada   |
| 2018 | Medalla d'honor |               | Guanyadora |

Fotogramas de Plata
| Any  | Categoria               | Pel·lícula/Muntatge | Resultat  |
| ---- | ----------------------- | --- | --------- |
| 1995 | Millor actriu de cinema | Cuernos de mujer Nadie hablará de nosotras cuando hayamos muerto Hermana, ¿pero qué has hecho? Sálvate si puedes Siete mil días juntos | Finalista |
| 1997 | Millor actriu de teatre | Pelo de tormenta | Finalista |
| 2002 | Millor actriu de teatre | 5mujeres.com | Nominada  |
| 2004 | Millor actriu de cine   | María querida | Nominada  |

Premis Max
| Any  | Categoria                    | Muntatge         | Resultat |
| ---- | ---------------------------- | ---------------- | -------- |
| 1998 | Millor actriu                | Pelo de tormenta | Nominada |
| 2003 | Millor actriu de repartiment | 5mujeres.com     | Nominada |

Setmana Internacional de Cinema de Valladolid
| Any  | Categoria                          | Pel·lícula    | Resultat   |
| ---- | ---------------------------------- | ------------- | ---------- |
| 2004 | Espiga de Plata a la millor actriu | María querida | Guanyadora |

Festival de Cinema d'Espanya de Tolosa de Llenguadoc
| Any  | Categoria                                   | Pel·lícula          | Resultat   |
| ---- | ------------------------------------------- | ------------------- | ---------- |
| 2010 | Violette d'Or a la millor actriu (ex aequo) | La vida empieza hoy | Guanyadora |